# Bathippus keyensis
Bathippus keyensis es una especie de araña saltarina del género Bathippus, familia Salticidae. Fue descrita científicamente por Strand en 1911.

## Distribución
Habita en Indonesia.